# ژان-دنیس دلتراز
ژان-دنیس دلتراز (به انگلیسی: Jean-Denis Délétraz) (زادهٔ ۱ اکتبر ۱۹۶۳ در ژنو) رانندهٔ مسابقات فرمول یک اهل سوئیس است. او از زمان برگزاری گراند پری ۱۹۹۴ استرالیا در سه گراند پری مسابقات فرمول یک شرکت کرده‌است.